# Caye Skeleton
Caye Skeleton est une îlot de Nouvelle-Calédonie en mer de Corail, dans les îles Chesterfield.
| \| Vanuatu Nouméa Mont Panié Mont Humboldt Grande Terre Île Hunter Île Matthew Île Walpole Île des Pins Maré Tiga Lifou Ouvéa Beautemps-Beaupré Récifs de l'Astrolabe Bélep Récifs d'Entrecasteaux Île Surprise Île Fabre Récif Pétrie Île Huon Île Renard Île Bampton Îlots Avon Îlots du Mouillage Caye de l'Observatoire \| Localisation des principaux récifs et îles de Nouvelle-Calédonie. |
| Vanuatu Nouméa Mont Panié Mont Humboldt Grande Terre Île Hunter Île Matthew Île Walpole Île des Pins Maré Tiga Lifou Ouvéa Beautemps-Beaupré Récifs de l'Astrolabe Bélep Récifs d'Entrecasteaux Île Surprise Île Fabre Récif Pétrie Île Huon Île Renard Île Bampton Îlots Avon Îlots du Mouillage Caye de l'Observatoire                                                                         |